# Canthydrus
Canthydrus is een geslacht van kevers uit de familie diksprietwaterkevers (Noteridae). De wetenschappelijke naam van het geslacht werd in 1882 gepubliceerd door David Sharp.
Canthydrus-soorten zijn carnivore waterkevers, met een lengte tot ongeveer 3 mm, die vooral in tropische streken van beide halfronden voorkomen. Er zijn meer dan zestig soorten beschreven en benoemd.